# Lazar Khristov
Lazar Khristov (em búlgaro:  Лазар Христов, ?, 17 de fevereiro de 1954) é um ex-canoísta búlgaro especialista em provas de velocidade.

## Carreira
Foi vencedor da medalha de bronze em K-4 1000 m em Moscovo 1980, junto com os seus colegas de equipa Bozhidar Milenkov, Borislav Borisov e Ivan Manev.